# Большеокинское
Большеокинское — село в Братском районе Иркутской области.

## География
Село находится в 112 км от центра района.

## История
Большеокинское — это название идет от слов Большая Ока (Большая Река), появившееся в 1627—1629 гг. при заселении поймы реки и образовании здесь деревни. Письменное упоминание о большой Оке находим в донесении первого подьячего Енисейского острога Максима Перфильева, собиравшего где добром, где силой ясак (дань) с тунгусов и бурят в царскую казну. Село перенесено из зоны затопления на 10 км от берега Ангары, в него влились деревня Долоново (71 двор), поселок Николаевский Завод (36 дв.), село Пьяново (34 дв.) В 1926 г. в Большеокинском было 180 крестьянских и 11 дворов кулацких. В 1930 г. началась коллективизация и 160 крестьянских дворов объединились в колхоз «Красный Октябрь». А в октябре 1955 г. колхоз за успехи в получении больших урожаев зерновых был удостоен премии в размере 150 тыс. руб., медали ВДНХ и предоставления постоянного места на ВДНХ.

## Население
По данным Всероссийской переписи населения 2010 года население НП составило 1105 человек
| 2002 | 2010  | 2011  | 2012  |
| ---- | ----- | ----- | ----- |
| 1201 | ↘1105 | ↘1099 | ↗1101 |

## Власть
Село в административном плане относится к Большеокинскому муниципальному образованию Братского района Иркутской области